# Infanterie-Regiment „König Ludwig III. von Bayern“ (3. Königlich Sächsisches) Nr. 102
Das 3. Infanterie-Regiment Nr. 102 „König Ludwig III. von Bayern“ war ein Infanterieverband der Sächsischen Armee. Es stand in der Tradition der 1709 gebildeten Seckendorff-Grenadiere. Zur Systematik wurden nachträglich folgende Nummerierungen eingeführt: 1709/2 (nach Tessin), Infanterieregiment No. 6 (1756/57 Altpreußisches Infanterieregiment S 53) (nach Bleckwenn).

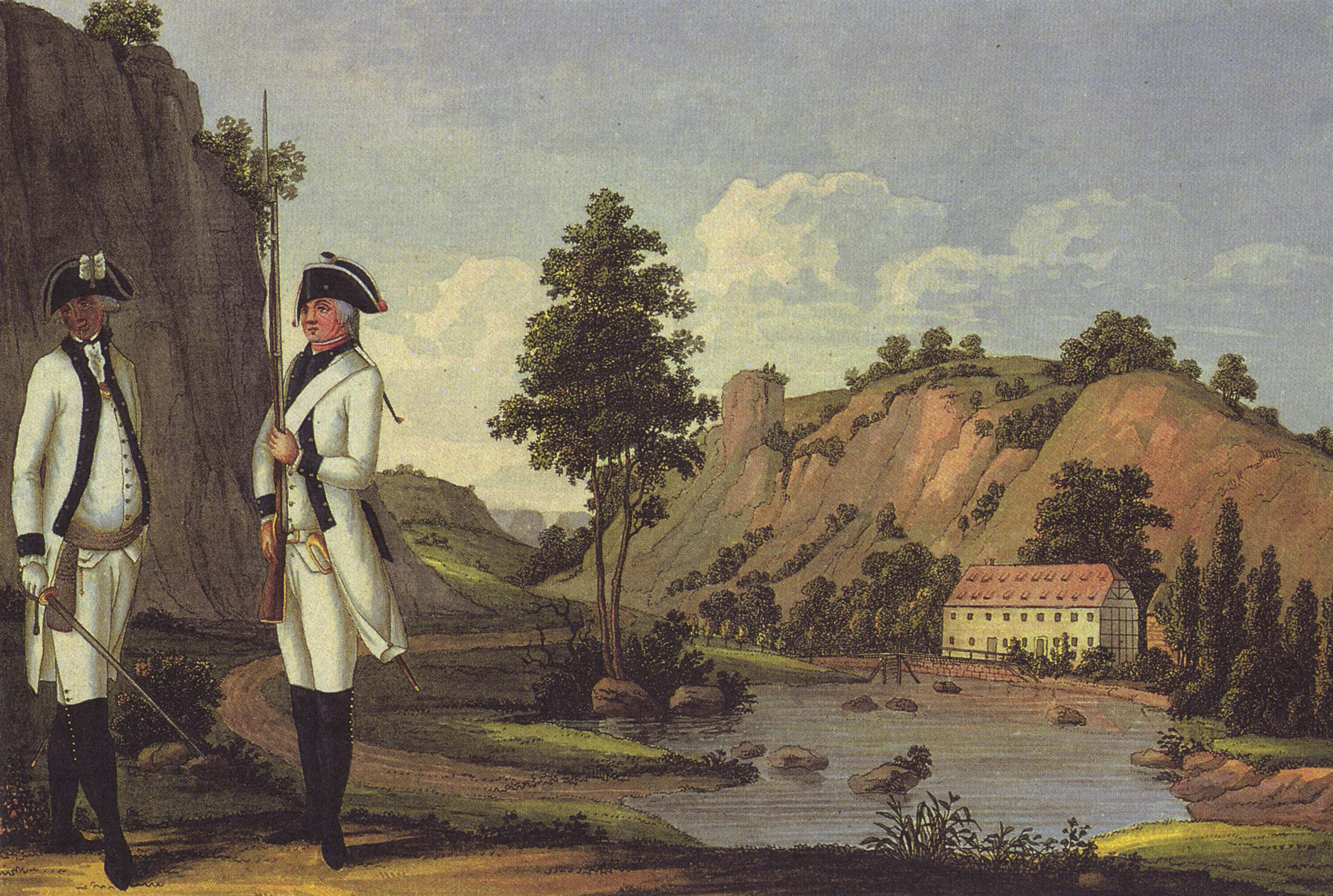
Offizier und Musketier des Regiments um 1791

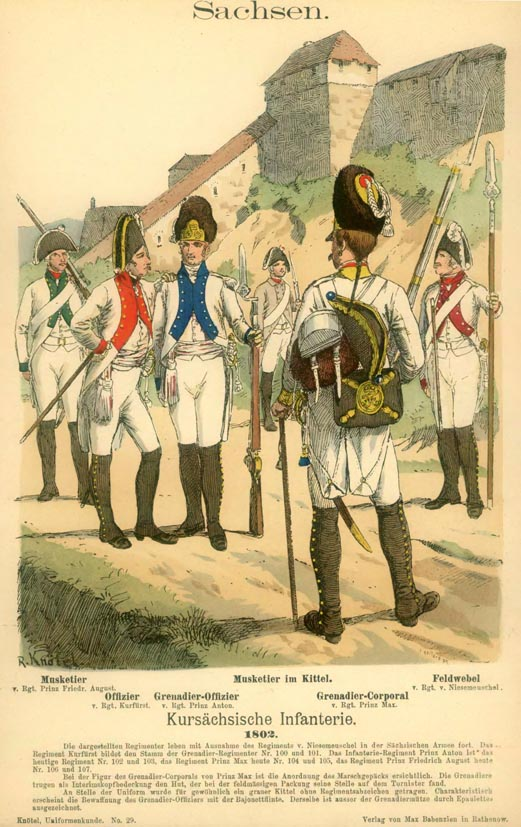
Grenadier-Offizier des Regiments um 1802 (3. v. links)

## Geschichte
Die Stammtruppenteile des 3. Infanterie-Regiments Nr. 102 entstanden 1702 mit der Gründung des „Ansbachischen Grenadier-Bataillons“ durch Markgraf Wilhelm Friedrich von Brandenburg-Ansbach. Friedrich Heinrich von Seckendorff trat in die Dienste des Kurfürsten von Sachsen und half ihm, 41 Offiziere und 784 Mann zu werben. Dabei erhielt Seckendorff 36 Reichstaler Werbegeld für jeden Mann und Unteroffizier. Am 14. Juni 1709 (Stiftungstag) übernahm Kurfürst Friedrich August von Sachsen, König von Polen die Einheiten gegen die Summe von 18.000 Reichstalern. Das Regiment wurde dem damaligen Generalmajor Friedrich Heinrich von Seckendorff als Chef unterstellt und erhielt die Bezeichnung „Grenadier-Regiment von Seckendorff“. Erster Kommandeur war Oberst Johann Adam von Diemar.

### Deutsche Revolution
Anlässlich der Niederschlagung des Dresdner Maiaufstandes kam der Verband vom 5. bis zum 9. Mai 1849 zum Einsatz, wofür der Kommandeur Oberst Gustav von Fridericini am 27. Mai 1849 mit dem Ritterkreuz des Militär-St.-Heinrichs-Ordens beliehen wurde.

### Deutscher Krieg
Im Krieg gegen Preußen kämpfte das Regiment am 29. Juni bei Gitschin und am 3. Juli 1866 bei Königgrätz.
Ab 1867 war das Regiment als 3. Infanterie-Regiment „Kronprinz“ Nr. 102 vollständig in Zittau stationiert.

### Deutsch-Französischer Krieg
1870/71 nahm das Regiment als Teil des XII. Armee-Korps am Deutsch-Französischen Krieg teil. Hierbei kämpfte es als Teil der Maasarmee unter Prinz Albert bei Gravelotte und St. Privat, Verdun, Nouart, Beaumont, Sedan sowie vor Paris.

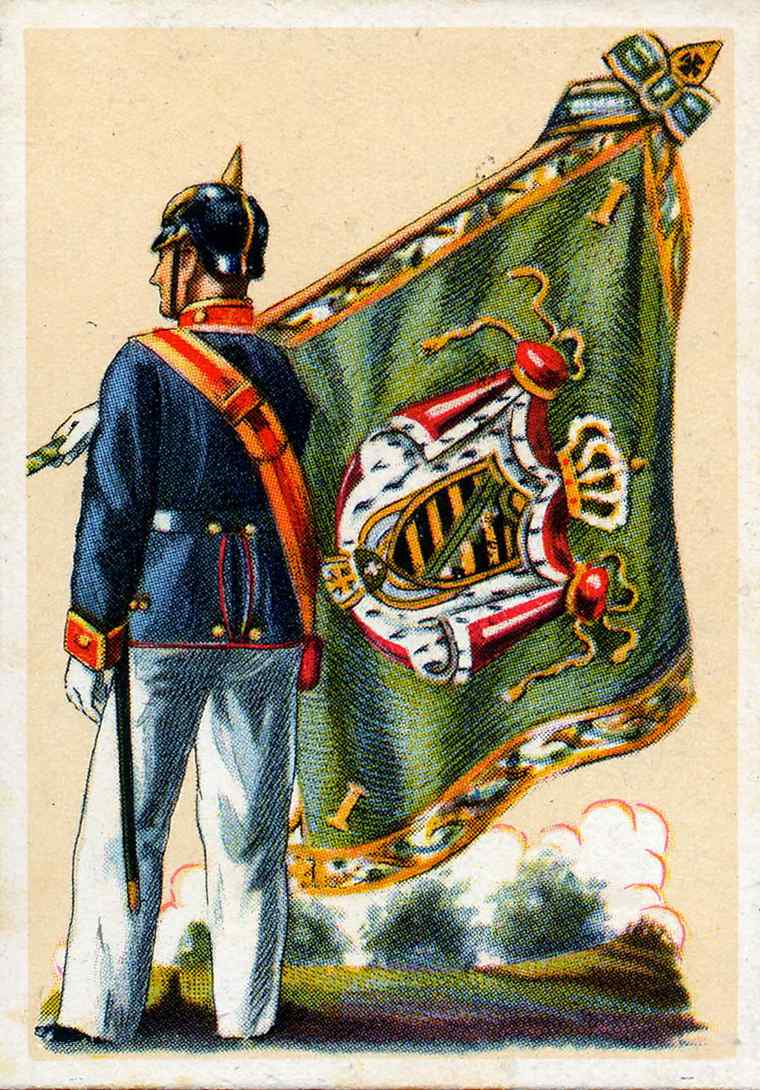
Fahne des 3. Infanterie-Regiments Nr. 102 „König Ludwig III von Bayern“, II. und III. Bataillon um 1913 (Vorderseite)

### Erster Weltkrieg
Mit Ausbruch des Ersten Weltkriegs machte das Regiment 1914 mobil und kämpfte bis 1918 als Teil der 5. Infanterie-Brigade Nr. 63 im Verband der 32. Infanterie-Division an der Westfront.

### Verbleib
Nach Kriegsende wurde das Regiment ab dem 22. Dezember 1918 in Zittau demobilisiert und 1919 aufgelöst.
Die Tradition übernahm in der Reichswehr durch Erlass des Chefs der Heeresleitung General der Infanterie Hans von Seeckt vom 24. August 1921 die in Löbau stationierte 14. und 15. Kompanie des 10. (Sächsisches) Infanterie-Regiments. In der Wehrmacht führte das I. Bataillon des Infanterie-Regiments 101 in Zittau die Tradition fort.

## Uniform
Die ersten Uniformen um 1709 bestanden aus blauen Leibröcken und Westen mit weißen Aufschlägen und Futter, Lederhosen sowie Grenadiermützen. Aber schon ein Jahr später waren rote Röcke mit blauen Aufschlägen und messingfarbene Knöpfen ausgegeben worden, um sich von den regulären sächsischen Truppen zu unterscheiden.

## Namen
- 1709–1717 Grenadier-Regiment „von Seckendorff“
- 1746–1759 Grenadier-Regiment „von Minckwitz“
- 1759–1827 Linien-Infanterie-Regiment „Prinz Anton“
- 1828–1873 Infanterie-Regiment „Prinz Albert“
- 1886–1913 3. Infanterie-Regiment Nr. 102 „Prinzregent Luitpold von Bayern“
- 1913–1918 3. Infanterie-Regiment Nr. 102 „König Ludwig III. von Bayern“

## Standorte
| Zeit          | Standorte |
| ------------- | --- |
| 1709–1710     | Merseburg, Torgau, Zeitz |
| 1714–1715     | Luckau (Stab), Gommern, Belzig, Brück, Zahna, Seyda, Schweinitz, Jessen, Schönewalde, Herzberg, Schlieben, Dobrilugk, Kirchhain, Sonnewalde, Finsterwalde, Lübbenau, Vetschau |
| 1717–1719     | Zwickau (Stab), und andere Städte im erzgebirgischen und vogtländischen Kreis |
| 1719          | Dresden |
| 1720–1723     | Görlitz (Stab), Zittau, Laubau, Bautzen, Kamenz |
| 1724–1729     | Freiberg (Stab und eine Kompanie), jeweils eine Kompanie in Schneeberg, Wiesenthal, Annaberg, Marienberg, Zschopau, Frankenberg, Altenberg, und Truppenteilen in Neustädtel, Grünhain, Elterlein, Schlettau, Schwarzenberg, Scheibenberg, Jöhstadt, Buchholz, Ehrenfriedersdorf, Geyer, Thum, Öderau, Wolkenstein, Zöblitz, Geising |
| 1729          | der Stab zieht von Freiberg nach Chemnitz |
| 1729–1730     | Dresden |
| 1731–1732     | Freiberg (Stab), Frankenberg, Oederan, Dippoldiswalde, Altenberg, Geising, Neustadt in Sachsen, Sebnitz, Bischofswerda |
| 1732–1733     | Großenhain (Stab), Tharandt, Dippoldiswalde, Altenberg, Geising, Dohna, Pirna, Neustadt in Sachsen, Sebnitz, Radeberg, Bischofswerda, Kamenz, Ortrand, weitere vier neu formierte Kompanien in Großenhain, Ortrand, Senftenberg, Kamenz, Sebnitz und Schandau                                                                       |
| 1735–1736     | Zwickau (Stab), Werdau, Neustadt an der Orla, Pausa, Plauen, Oelsnitz, Adorf, Eibenstock, Johanngeorgenstadt, Aue, Schneeberg, Schwarzenberg, Grünhain, Elterlein, Wiesenthal, Scheibenberg |
| 1736–1737     | Großenhain (Stab), Herzberg, Kirchhain, Übigau, Wahrenbrück, Dobrilugk, Drebkau, Ortrand, Senftenberg, Meißen, Bischofswerda, Neustadt i.Sa., Sebnitz, Schandau |
| 1740–1741     | Großenhain (Stab), Mühlberg, Belgern, Kirchhain, Liebenwerda, Wahrenbrück, Dobrilugk, Drebkau, Herzberg, Uebigau, Schlieben, Schweinitz, Schönewalde, Meißen, Lommatzsch, Rossen, Siebenlehn |
| 1741–1742     | Dresden |
| 1742–1744     | Bautzen (Stab), Bischofswerda, Kamenz, Großenhain, Ortrand, Senftenberg, Spremberg |
| 1746          | Döbeln (Stab), Colditz, Rochlitz, Geringswalde, Hartha, Roßwein, Mittweida, Lommatzsch, Mühlberg, Belgern |
| 1746–1748     | Bautzen (Stab), Löbau, Sebnitz, Neustadt i.Sa., Schandau, Bischofswerda, Kamenz, Senftenberg, Spremberg |
| 1748–1749     | Luckau (Stab), Kirchhain, Herzberg, Jüterbog, Zahna, Niemegk, Belzig |
| 1749–1751     | Luckau (Stab), Kirchhain, Herzberg, Jüterbog, Dahme, Schweinitz |
| 1751–1752     | Dresden |
| 1752–1754     | Luckau (Stab), Kirchhain, Herzberg, Jüterbog, Dahme, Schweinitz |
| 1754–1756     | Großenhain (Stab), Liebenwerda, Kirchhain, Senftenberg, Kamenz, Bischofswerda, Neustadt i.Sa. |
| 1763–1767     | Großenhain (Stab), Liebenwerda, Mühlberg, Herzberg, Schlieben, Kirchhain, Dobrilugk, Senftenberg |
| 1767–1810     | Großenhain (Stab), Herzberg, Liebenwerda, Kirchhain, Dobrilugk, Senftenberg, Bischofswerda, Neustadt i.Sa. ab 1770 Schandau, die Kompanien wechselten öfters ihre Garnisonen |
| 1810          | Bautzen (Stab und I. Bataillon), Görlitz (II. Bataillon), Sorgau (Grenadiere) |
| 1816–1821     | Großenhain (I. Bataillon), Bautzen (II. Bataillon) |
| 1821–1831     | Zittau (Stab und I. Bataillon), Löbau (II. Bataillon) |
| 1823 und 1828 | Im Herbst auf je ein Jahr nach Dresden |
| 1831–1849     | Bautzen (Stab, II. und III. Bataillon), Zittau (I. Bataillon) |
| 1849–1866     | Dresden, IV. Bataillon bis 1851 in Bautzen |
| 1866–1867     | Schandau (I. Bataillon), Neustadt (II. Bataillon), Bischofswerda (Stab und III. Bataillon), Kamenz (IV. Bataillon) |
| 1867–1919     | Zittau, das III. Bataillon war bis 1869 in Löbau |